# 보령방조제
보령방조제(保寧seawall)은 충청남도 보령시 오천면에 위치한 대한민국의 방조제이다.